# Löffelsberg (Pfreimd)
Löffelsberg ist ein Ortsteil der Stadt Pfreimd im Oberpfälzer Landkreis Schwandorf (Bayern).

## Geografie
Löffelsberg liegt 3,7 Kilometer östlich von Pfreimd und 1,2 Kilometer südlich der Staatsstraße 2157. 400 Meter nördlich von Löffelsberg entspringt der Lindenlohbach. Er fließt nach Nordwesten und mündet nach etwa 1,5 Kilometern in die Pfreimd.

## Geschichte
1534 kaufte Georg von Prandt drei Güter in Löffelsberg (auch: Löfflsperg) und Rappenberg von Hans Sazenhofer von Fuchsberg. Sie gehörten ihm noch 1546 als leuchtenbergisches Lehen. Er konnte sie auch behalten, obwohl mehrfach versucht wurde, ihm diese Güter durch Gerichtsprozesse wegzunehmen. Zu diesen Gerichtsprozessen kam es wegen der Verfehlungen Prandts auf der Weiherner Blutkirchweih.
Ende des 16. Jahrhunderts wurde zweimal jährlich die Türkenhilfe erhoben. Löffelsberg ist im Verzeichnis der Reichs- und Türkenhilfe von 1595 verzeichnet mit 3 Untertanen, 1 Herberger und einer Abgabe von 2 Gulden 31 Kreuzern 1 Pfennig.
In den Steuerbüchern wurde Löffelsberg häufig zusammen mit Rappenberg veranlagt. Auch das Hirtenhaus nutzten Rappenberg und Löffelsberg gemeinsam. Im Steuerbuch von 1630 war Löffelsberg mit einem Hof, 2 Gütern, 1 Inwohner, 6 Ochsen, 5 Kühen, 8 Rindern, 2 Schweinen, 1 Frischling und einer Steuer von 8 Gulden 2 Kreuzer aufgeführt. Im Herdstättenbuch von 1721 erschien Löffelsberg mit 2 Anwesen, 2 Häusern und 2 Feuerstätten. Im Herdstättenbuch von 1762 mit 2 Herdstätten, 4 Inwohner.
Im Jahre 1755 verkauften Aloys Bonaventura Graf von Kreuth und dessen Frau Maria Franziska den Besitz auf Stein für 22.000 Gulden an den Regierungsrat und Obmann der Judenschaft in Sulzbach, Joseph Ignati Corbinian von Korb und dessen Ehefrau Maria Catharina Francisca, geborene von Haan. 1756 wurde bei der Immission von Korbs ein neues Salbuch erstellt. In diesem Salbuch war Löffelsberg mit 2 Allodialuntertanen aufgeführt.
Als Eigentümer und Höfe in Löffelsberg wurden für 1808 genannt:
- Johannes Planckh
- Leonhard Hörmann
- Wolf Hierlmayr[6]
- 1 ganzer Hof: Östreicherhof, Inhaber Johann Österreicher
- Hölzlhof, Inhaber Michael Schreiner
- 1 Viertelhof: Östreicherhof, Inhaber Thomas Johann Österreicher[5]

1808 begann in Folge des Organischen Ediktes des Innenministers Maximilian von Montgelas in Bayern die Bildung von Gemeinden. Dabei wurde das Landgericht Nabburg zunächst in landgerichtische Obmannschaften geteilt. Löffelsberg kam zur Obmannschaft Hohentreswitz. Zur Obmannschaft Hohentreswitz gehörten: Hohentreswitz, Söllitz, Stein, Gnötzendorf, Oberpfreimd, Weihern, Rappenberg, Löffelsberg, Aspachmühle, Stelzlmühle und die „Stadt Pfreimd mit den unmittelbar ämtischen Untertanen“.
Dann wurden 1811 in Bayern Steuerdistrikte gebildet. Dabei kam Löffelsberg zum Steuerdistrikt Hohentreswitz. Der Steuerdistrikt Hohentreswitz bestand aus den Dörfern Hohentreswitz mit dem von Kargschen Schloss und Rappenberg, dem Weiler Löffelsberg, den Einöden Aspachmühle, Stelzlmühle und Götzenmühle und der Waldung Rappenberger Höllengrund. Er hatte 46 Häuser, 305 Seelen, 200 Morgen Äcker, 35 Morgen Wiesen, 50 Morgen Holz, 1 Weiher, 25 Morgen öde Gründe und Wege, 1 Pferd, 80 Ochsen, 40 Kühe, 30 Stück Jungvieh, 40 Schafe und 15 Schweine.
Schließlich wurde 1818 mit dem Zweiten Gemeindeedikt die übertriebene Zentralisierung weitgehend rückgängig gemacht und es wurden relativ selbständige Landgemeinden mit eigenem Vermögen gebildet, über das sie frei verfügen konnten. Hierbei kam Löffelsberg zur Ruralgemeinde Pamsendorf. Die Gemeinde Pamsendorf bestand aus den Ortschaften Pamsendorf mit 20 Familien, Trefnitz mit 10 Familien, Fuchsendorf mit 10 Familien, Bornmühle mit 2 Familien, Tauchersdorf mit 10 Familien, Wiesensüß mit 7 Familien, Kurmhof mit 2 Familien, Oberpfreimd mit 16 Familien, Rappenberg mit 12 Familien und Löffelsberg mit 7 Familien. Die Gemeinde Pamsendorf wurde 1971 in die Gemeinde Hohentreswitz eingegliedert. Die Gemeinde Hohentreswitz wurde 1978 in die Gemeinde Pfreimd eingegliedert. Ausnahmen: Häuslberg und Trefnitz kamen zu Guteneck und Grubhof, Tauchersdorf und Wiesensüß kamen zu Nabburg.
Löffelsberg gehört zur Pfarrei Hohentreswitz. 1997 hatte Löffelsberg 11 Katholiken. Anfang des 21. Jahrhunderts wurde aus den Pfarreien Trausnitz, Hohentreswitz und Weihern die Pfarreiengemeinschaft Trausnitz mit Hohentreswitz und Weihern gebildet.

## Einwohnerentwicklung ab 1819
| Jahr | Einwohner  | Gebäude |
| ---- | ---------- | ------- |
| 1819 | 7 Familien | k. A.   |
| 1828 | 24         | 3       |
| 1838 | 26         | 3       |
| 1864 | 25         | 11      |
| 1875 | 23         | 15      |
| 1885 | 30         | 4       |
| 1900 | 31         | 4       |
| 1913 | 20         | 4       |

| Jahr | Einwohner | Gebäude |
| ---- | --------- | ------- |
| 1925 | 33        | 4       |
| 1950 | 19        | 4       |
| 1961 | 19        | 4       |
| 1964 | 19        | 4       |
| 1970 | 14        | k. A.   |
| 1987 | 13        | 4       |
| 2011 | 11        | k. A.   |